# 第二代哈伍德伯爵亨利·拉塞尔斯
第二代哈伍德伯爵亨利·拉塞尔斯，DL（英语：Henry Lascelles, 2nd Earl of Harewood，1767年12月25日-1841年11月24日），第二代哈伍德伯爵。他的继承人是他的次子，第三代哈伍德伯爵亨利·拉塞尔斯。

## 生平
拉塞尔斯是第一代哈伍德伯爵爱德华·拉塞尔斯和安妮·查洛纳的次子。他于1796年当选为约克郡下议院议员，一直到1807年约克郡选举，并在1812年至1818年期间再次当选，还在1807年至1812年期间代表威斯伯雷，1818年至1820年期间代表诺萨勒顿。1820年，拉塞尔斯继承了他父亲的伯爵爵位，并进入上议院。在1819年至1841年间，他还担任过约克郡西区的郡尉。

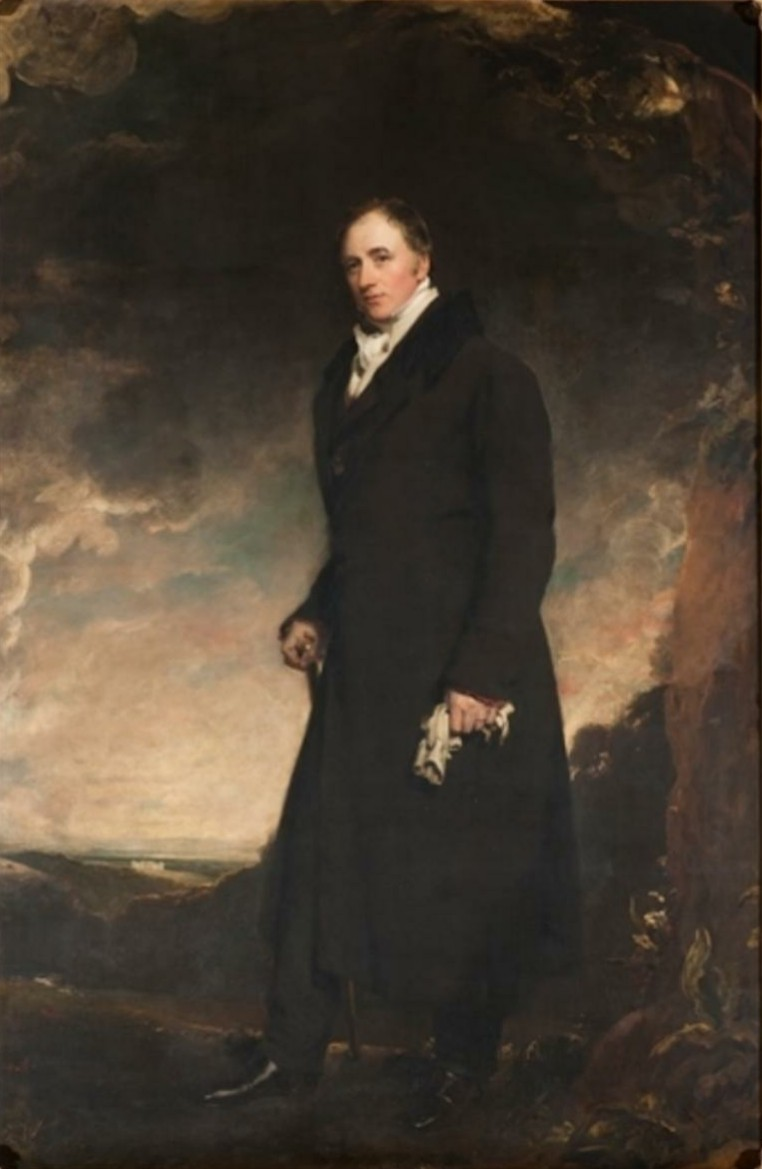
第二代哈伍德伯爵亨利·拉塞尔斯，托马斯·劳伦斯所绘作品。

根据伦敦大学学院的英国奴隶制遗留问题研究中心的资料显示，在《1833年废奴法案》通过之后，前奴隶主可根据《1837年奴隶补偿法》获得赔款。英国政府为此向银行家纳坦·迈尔·罗斯柴尔德和摩西·蒙蒂菲奥里连带利息贷款1500万英镑（2021年换算约价值14.3亿英镑）用于支付赔款，这些钱后来由英国纳税人于2015年还清。拉塞尔斯与六个不同的索赔有关，拉塞尔斯在巴巴多斯和牙买加拥有1277名奴隶，拉塞尔斯当时一共收到26307英镑的款项（2021年价值252万英镑）。